# 蒲生啓司
蒲生 啓司（がもう けいじ、1955年11月 - ）は、日本の化学者である。高知大学教授。専門は分離化学、有機化学。

## 来歴
1979年、埼玉大学理工学部化学科卒業。1985年、東京工業大学大学院総合理工学研究科博士後期課程修了。理学博士（東京工業大学）。（株）島津製作所応用技術部研究員を経て、高知大学教育学部教授。

## 著書
- 「分子を見分ける複合材料」、『化学研究生中継』、第5章、高知大学化学系教員編、南の風社、2004年
- 「環境ホルモンから考える環境対策」、『環境対策 今、日本は何をなすべきか』、第十章、鈴木尭士・岩田裕編、南の風社、2004年
- 「有機-無機複合材料」、『超高圧有機合成―高効率分子変換と反応制御を目指して―』、第15章、松本澄・井畑敏一編、ナカニシヤ出版、1999年
- 「菌床を利用したバイオメディエーション技術の開発」、『廃棄物処理・再資源化の新技術』、シーエムシー、1999年
- 「菌床と水熱ホットプレス法による汚染土壌の無害化固化技術」、『水』、月刊『水』発行所、2000年

## 論文
- 「糖類の液体クロマトグラフィー/質量分析に用いる鉛型配位子交換カラムの開発」（共著）（『分析化学』 56(10), 863-869, 2007）
- 「2-ニトロフェニルヒドラジド誘導体化による中鎖脂肪酸の高速液体クロマトグラフィー/質量分析法」（共著）（『分析化学』 55(4), 223-228, 2006）
- 「単糖およびオリゴ糖の配位子交換モードによる液体クロマトグラフィー/質量分析法」（共著）（『質量分析』 Mass spectroscopy 54(2), 49-56, 2006）
- 「海水中の微量有機成分を探る」（『海洋と生物』 27(6), 603-611, 2005）
- 「低分子有機酸の2-ニトロフェニルヒドラジド誘導体の液体クロマトグラフィー/質量分析法」（共著）（『分析化学』 52(10), 923-929, 2003）
- 「海洋コア研究がもたらすもの」（『ぶんせき』 334, 575-576, 2002）
- 「リポソームカラムを用いるタンパク質のrefolding法」（『ぶんせき』 319, 369, 2001）
- 「ジオール化合物のLC-MS分析法におけるm-アミノフェニルボロネート誘導体の役割」（『分析化学』、2002）,51/9,853
- 「微生物群による流出原油や有機物の分解処理に関する研究」（『海洋工学論文集』、2000年）,47/,1031
- 「沿岸海水中の微量化学物質の分布と消失に関する研究」（『海洋工学論文集』、2001年）,48/,1102
- 「高圧条件下における血清アルブミンへの分子テンプレートの形成に関する研究」（『分析化学』、2000年）,49/7,749
- 「菌床と水熱ホットプレス法による汚染土壌の無害化固化技術」（共著）（『水』 42(3), 18-23, 2000）
- 「オクタデシル化シリカ-ショ糖エステルに固定化したリパーゼの有機溶媒中での酵素活性及びエナンチオ選択性」（『分析化学』、1999年）,48/12,1149
- 「菌床を利用したバイオレメディエーション技術の開発」（『月刊エコインダストリ-』 4(10), 5-14, 1999）
- 「固定化リパーゼを用いる光学分割」（共著）（Chromatography  journal of separation and detection sciences 『クロマトグラフィー  分離・検出科学』 20(2), 184-185, 1999）
- 「高圧条件下で固定化したグルコースオキシターゼの酵素活性」（『生物工学会誌』、1998年）,76/10,413
- 「アポ酵素固定化膜によるエナンチオマー分離」（『ぶんせき』 286, 798-799, 1998）
- 「高圧条件下における血清アルブミンへの分子テンプレート形成」（共著）（Chromatography  journal of separation and detection sciences 『クロマトグラフィー  分離・検出科学』 19(2), 100-101, 1998）
- 「水熱ホットプレス環境下でのアミノ酸の脱水縮合」（『分析化学』、1998年）,47/5,803
- 「定量精度に基づくLC-MS計測法における最適化(2) 内部標準法の有効性に関する検討」（共著）（Chromatography  journal of separation and detection sciences 『クロマトグラフィー  分離・検出科学』 18(4), 268-269, 1997）
- 「高圧条件下における血清アルブミンへの分子テンプレート形成」（共著）（Chromatography  journal of separation and detection sciences 『クロマトグラフィー  分離・検出科学』 18(2), 88-89, 1997）
- 「ブラシノステロイドの液体クロマトグラフィ-/質量分析」（『分析化学』、1996年）,45/6,523
- 「ボロン酸の分子認識機能に基づく高選択的高感度分析法に関する研究」（『分析化学』、1996年）,45/1,19
- "Identification of Castasterone and Teasterone in Seeds of Cannabis sativa L."　（共著）（Journal of Japan Oil Chemists' Society 45(9), 871-873, 1996）
- 「高圧条件下で調製したタンパク吸着アルキル化シリカゲルのエナンチオ選択性」（『分析化学』、1995年）,44/10,853
- 「機器分析における精度予測  定量精度と1/f揺らぎ」（『ファルマシア』 31(7), 792-793, 1995）
- 「メタンスルフィン酸の生成に基づくヒドロキシルラジカルの高速液体クロマトグラフ間接定量法」（『分析化学』、1994年）,43/6,691
- 「ダンシル-L-フェニルアラニンを用いるキラル誘導体化-HPLC法によるアミノ酸、アミノアルコール及びアミン対掌体の光学分割（『分析化学』、1993年）,42/831
- 「グラッシーカーボン電極を用いる鉛の高速掃引ストリッビングボルタンメトリー」（共著）（『分析化学』 40(9), 499-501, 1991）
- 「Withanolideの合成と生理活性」（『有機合成化学協会誌』、1983年）,41/941
- 「デュアルカラム/デュアル検出高速液体クロマトグラフィーによる血清中抗けいれん薬」（『分析化学』、1989年）,38,/
- 「プレラベル化試薬を用いる微量ブラシノステロイドのHPLC分析法」（『植物の化学調節』、1990年）,25/,
- 「蛍光ラベル化剤を用いるブラシノステロイドのHPLC分析」（共著）（『植物の化学調節』 24(2), 182, 1989）
- 「蛍光ラベル化剤を用いるブラシノステロイドのHPLC分析」（共著）（『植物化学調節学会研究発表記録集』 (平成元年度), 44, 1989）
- 「イオンクロマトグラフィーによるアルカリ金属イオン及びアンモニウムイオン定量のための試料中塩酸の除去」（共著）（『分析化学』 38(2), 94-97, 1989）
- 「高速液体クロマトグラフィーによる飼料中のモネンシンの定量」（共著）（『分析化学』 37(6), 324-327, 1988）
- 「逆相分配クロマトグラフィ-によるポリアミンの分析」（共著）（『島津評論』 44(3), p237-241, 1987）
- 「家畜血清中の脂溶性ビタミン類の測定」（『島津評論』 43(1), p47-52, 1986）
- 「Withanolideの合成と生理活性」（共著）（『有機合成化学協会誌』 41(10), 941-957, 1983）